# Баккер, Гербранд (писатель)
Гербранд Баккер (нидерл. Gerbrand Bakker; род. 28 апреля 1962, Вирингервард, община Холландс-Кроон) — нидерландский писатель.

## Биография
Закончил Амстердамский университет. Профессиональный садовод. Колумнист еженедельника De Groene Amsterdammer.

## Творчество
Мировое признание получил его роман Над высью горной тишь (2006), изданный на английском языке под названием Близнец, получивший несколько национальных премий, ряд премий во Франции и, наконец, Дублинскую литературную премию (2010). В 2013 году роман экранизирован.

## Романы
- Над высью горной тишь / Boven is het stil (2006)
- Июнь / Juni (2009)
- Объезд / De Omweg (2010, английский перевод романа получил в 2013 году премию «Индепендент» за переводную прозу)